# Законодательное собрание Нижегородской области
Законодательное Собрание Нижегородской области — законодательный (представительный) орган государственной власти Нижегородской области, является постоянно действующим высшим и единственным органом законодательной власти области.
Законодательное Собрание состоит из 50 депутатов, избираемых населением области на пять лет.
В состав Законодательного Собрания 25 депутатов избираются по одномандатным избирательным округам и 25 депутатов избираются по единому (областному) избирательному округу пропорционально числу голосов, поданных за списки кандидатов, выдвинутые избирательными объединениями.
Действует на основании Устава Нижегородской области.

## Состав
(по состоянию на 29 октября 2020 года)
Одномандатные округа:
№ 1: Солдатенков, Владимир Иванович (Единая Россия).
№ 2: Березин, Евгений Викторович (Единая Россия).
№ 3: Жук, Вадим Анатольевич (Единая Россия).
№ 4: Суханов, Василий Иванович (Единая Россия).
№ 5: Лебедев, Юрий Исакович (Единая Россия).
№ 6: Баранов, Артём Николаевич (Единая Россия).
№ 7: Тарасов, Андрей Николаевич (Единая Россия).
№ 8: Балашов, Юрий Павлович (Единая Россия).
№ 9: Смотракова, Наталья Борисовна (Единая Россия).
№ 10: Осокин, Валерий Владимирович (Единая Россия).
№ 11: Рыбин, Вадим Евгеньевич (Единая Россия).
№ 12: Лунин, Виктор Николаевич (Единая Россия).
№ 13: Тюрин, Игорь Александрович (Единая Россия).
№ 14: Анисимов, Валерий Павлович (Единая Россия).
№ 15: Якимов, Юрий Минович (Единая Россия).
№ 16: Лавричев, Олег Вениаминович (Единая Россия).
№ 17: Малухин, Дмитрий Александрович (Единая Россия).
№ 18: Ефремцев, Александр Владимирович (Единая Россия).
№ 19: Антипов, Валерий Александрович (Единая Россия).
№ 20: Гребень, Антон Александрович (Единая Россия).
№ 21: Волков, Максим Валерьевич (КПРФ).
№ 22: Зуденков, Сергей Васильевич (Единая Россия).
№ 23: Лебедев, Евгений Викторович (Единая Россия).
№ 24: Лесун, Анатолий Фёдорович (Единая Россия).
№ 25: Шавин, Олег Борисович (Единая Россия).
По партийным спискам:
Единая Россия:
Аксиньин, Вячеслав Борисович
Верховодов, Феликс Геннадьевич
Вилков, Андрей Вячеславович
Гойхман, Леонид Алексеевич
Гончарова, Ирина Ивановна
Еминцева, Марина Семеновна
Колыванов, Дмитрий Евгеньевич
Москалёв, Антон Игоревич
Паков, Владимир Николаевич
Табачников, Александр Феликсович
Тимофеев, Александр Алимпиевич
Хафизов, Надир Мансурович
Шаронов, Александр Георгиевич
Шкилёв, Николай Павлович
Шумилков, Николай Михайлович
Щетинина, Ольга Владимировна
КПРФ:
Буланов, Владимир Анатольевич
Горлов, Дмитрий Петрович
Егоров, Владислав Иванович
Кабешев, Роман Владимирович.
Справедливая Россия:
Клочкова, Галина Юрьевна
Разумовский, Александр Васильевич.
ЛДПР:
Атмахов, Владислав Олегович
Сивый, Владислав Валерьевич
Тайг, Андрей Радомирович.

## Председатели ЗС
- Анатолий Козерадский (1994—2001)
- Дмитрий Иванович Бедняков (2001—2002)
- Евгений Борисович Люлин (2002—2007)
- Виктор Николаевич Лунин (2007—2011)
- Евгений Викторович Лебедев (2011 — 25 сентября 2020)
- Евгений Борисович Люлин (с 29 октября 2020)

## Представитель в Совете Федерации России
Законодательную власть Нижегородской области в верхней палате парламента представляет Вайнберг Александр Владеленович (с 23 июня 2011 года).